# Live: Bursting Out
Albums de Jethro Tull
Heavy Horses
(1978) Stormwatch
(1979)
Singles
1. Sweet Dream (live)
Sortie : septembre 1978

Live: Bursting Out est le premier album en concert du groupe britannique Jethro Tull. Il sort le 22 septembre 1978 sur le label Chrysalis Records et est produit par Ian Anderson.

## Historique
Cet album est enregistré pendant la tournée européenne de promotion de l'album Heavy Horses avec l'aide du studio mobile "The Maison Rouge". Le lieu et la date de l'enregistrement ne sont pas précisés sur la pochette du disque, mais les remerciements de Ian Anderson à Claude Nobs (fondateur du Montreux Jazz Festival) dans les crédits, ainsi que son discours de présentation qui introduit l'album confirment que ce concert fut enregistré en partie dans la Festhalle de Berne en Suisse le 28 mai 1978.
Les titres présents sur cet album couvrent presque tous les albums du groupe, seul This Was, Benefit et A Passion Play ne sont pas représentés sur ce double-album. Deux titres instrumentaux inédits, Cunundrum composé par Barriemore Barlow et Martin Barre et Quatrain composé par Martin Barre font leur première apparition sur cet album.
Il se classe à la 17e place des charts britanniques et à la 21e place du Billboard 200 aux États-Unis. Il sera certifié disque d'or au Canada et aux États-Unis et disque d'argent en Grande-Bretagne.

## Titres
- Toutes les titres sont signés par Ian Anderson, sauf indication contraire.

### Face 1
1. No Lullaby – 5:34
2. Sweet Dream – 4:52
3. Skating Away on the Thin Ice of the New Day – 5:20
4. Jack-in-the-Green – 3:36
5. One Brown Mouse – 4:07

### Face 2
1. A New Day Yesterday – 3:07
2. Flute Improvisation / God Rest Ye Merry Gentlemen / Bourée† – 5:41
3. Songs From the Wood – 2:31
4. Thick as a Brick – 12:30

### Face 3
1. Hunting Girl – 6:00
2. Too Old to Rock 'n' Roll, Too Young to Die – 4:19
3. Conundrum (Barriemore Barlow / Martin Barre) – 6:54
4. Minstrel in the Gallery – 5:47

### Face 4
1. Cross-eyed Mary – 3:39
2. Quatrain (Barre) – 1:50
3. Aqualung (Jennie Anderson, Ian Anderson) – 8:34
4. Locomotive Breath – 5:31
5. The Dambusters March / Medley (Anderson, Coates) – 3:27

†Bourée est une adaptation de la Bourée de la Suite pour luth n° 1 en Mi mineur de Jean-Sébastien Bach (BWV 996).

## Musiciens
- Ian Anderson : chant, flûte, guitare acoustique
- Martin Barre : guitare électrique, mandoline, marimba, chœurs
- John Evan : orgue, piano accordéon, synthétiseur, chœurs
- Dee Palmer : synthétiseur, orgue portatif, chœurs
- John Glascock : basse, guitare électrique, chœurs
- Barriemore Barlow : batterie, percussions, glockenspiel, chœurs, flûte

## Charts et certifications
| Pays             | Durée du classement | Meilleur classement |
| ---------------- | ------------------- | ------------------- |
| Allemagne        | 12 semaines         | 16e                 |
| Autriche         | 8 semaines          | 16e                 |
| Canada           | 10 semaines         | 24e                 |
| États-Unis       | 15 semaines         | 21e                 |
| Norvège          | 1 semaine           | 20e                 |
| Nouvelle-Zélande | 3 semaines          | 19e                 |
| Royaume-Uni      | 8 semaines          | 17e                 |

| Pays        | Certification | Ventes    | Date       |
| ----------- | ------------- | --------- | ---------- |
| Canada      | Or            | 50 000 +  | 01/02/1979 |
| États-Unis  | Or            | 500 000 + | 29/09/1978 |
| Royaume-Uni | Argent        | 60 000 +  | 06/10/1978 |